# Finális vulkanizmus
A finális, kratonikus, posztorogén vulkanizmus  vagy befejező vulkánosság a tektonikus ciklusok végső vagy kezdő szakaszához kötődik. Amennyiben két összepréselődött lemezszegély összeolvadásával kialakuló kratonról van szó, úgy a szinorogén és szubszekvens vulkanizmusok folytatása. Ha viszont egy már meglévő kraton belső területein alakul ki, úgy az iniciális tevékenység bevezetője lehet. Ez utóbbi esetben a forrópontos vulkanizmushoz hasonló, azzal a különbséggel, hogy a felemelkedő köpenyáramlat elég erős a kraton kettészakításához is.
Minden esetben bazaltos tevékenység, a magmaösszetétel a szinorogén fázisban savanyú, a szubszekvensben egyre gyérül a szilícium-tartalom, míg a finálisban már bázisos magmák törnek fel. Ez a kratonikus vulkanizmus valószínűleg feláramló köpenyanyag miatt jön létre. A köpenydiapír elvékonyítja a kérget, a feláramló magma kevés kőzetanyagot olvaszt vissza magába. Jellegzetes finális vulkanizmus volt a perm végén (251 millió éve) a szibériai platóbazalt képződése, vagy a kréta végén (65 millió éve) a Dekkán-plató aktivitása. A szibériai vulkanizmus több millió évig tartott, a Dekkán egymillió évnél kevesebb ideig.
| sorrend | vulkanizmus neve         | tektonikus fázis                                                                     |
| ------- | ------------------------ | ------------------------------------------------------------------------------------ |
| 1       | iniciális vulkanizmus    | geoszinklinálisokban, hasadékvölgyes, ofiolitos                                      |
| 2       | szinorogén vulkanizmus   | szubdukcióhoz, orogenezishez kapcsolódó, gránitos, plutonikus                        |
| 3       | szubszekvens vulkanizmus | savanyú → bázikus sorrendű vulkanizmus és plutonizmus a konszolidálódó orogenezisben |
| 4       | finális vulkanizmus      | kratonok befejező, bazaltos ciklusa                                                  |